# Sejm koronacyjny 1649
Sejm koronacyjny 1649 – sejm koronacyjny I Rzeczypospolitej został zwołany 6 grudnia 1648 roku do Warszawy. 
Sejmiki przedsejmowe w województwach odbyły się 19 grudnia 1648 roku. Marszałkiem sejmu obrano Franciszka Dubrawskiego, podkomorzego przemyskiego. 17 stycznia 1649 roku odbyła się koronacja króla Jana II Kazimierza. Obrady sejmu trwały od 19 stycznia do 14 lutego 1649 roku. 
Nad obradami, mającymi często burzliwy przebieg, zaciążyła sprawa powstania kozackiego, a zwłaszcza klęska poniesiona pod Piławcami (23 września 1648 roku). Dyskutowano o problemie wakansu hetmańskiego. Wnoszone były przez dysydentów skargi na przestrzeganie pokoju religijnego. Wskutek umiejętnego prowadzenia obrad przez marszałka Dubrawskiego udało się przedłużyć obrady, co umożliwiło zajęcie się pilnymi sprawami wojskowymi: naczelnym dowództwem, pospolitym ruszeniem oraz deklaracjami poszczególnych województw na wojsko zaciężne. 